# بيلي تومسون (لاعب هوكي جليد)
بيلي تومسون هو لاعب هوكي جليد كندي، ولد في 24 سبتمبر 1982 في ساسكاتون في كندا.

## وصلات خارجية
- بيلي تومسون على موقع دوري الهوكي الوطني (الإنجليزية)
- بيلي تومسون على موقع EliteProspects.com (الإنجليزية)
- بيلي تومسون على موقع Eurohockey.com (الإنجليزية)
- بيلي تومسون على موقع HockeyDB.com (الإنجليزية)